# High Time
High Time är protopunkbandet MC5:s tredje och sista album och släpptes 1971. Albumet tog musikaliskt sett ett steg tillbaka till debut- och livealbumet Kick Out the Jams (1969).

## Låtlista
1. "Sister Anne" (Fred Smith) - 7:23
2. "Baby Won't Ya" (Fred Smith) - 5:32
3. "Miss X" (Wayne Kramer) - 5:08
4. "Gotta Keep Movin'" (Dennis Thompson) - 3:24
5. "Future/Now" (Rob Tyner) - 6:21
6. "Poison" (Wayne Kramer) - 3:24
7. "Over and Over" (Fred Smith) - 5:13
8. "Skunk (Sonicly Speaking)" (Fred Smith) - 5:31